# Vol 574 d'Adam Air
El vol 574 de la companyia aèria d'Indonèsia Adam Air era un vol regular domèstic des de Surabaya a Manado, que es va estavellar a la Estret de Makassar poc després d'enlairar-se l'1 de gener del 2007. La totalitat de la tripulació i passatge moriren.